# Pinta (software)
Pinta és un programa de dibuix per a imatges rasteritzades, d'interfície simplificada, d'aprenentatge senzill, de codi obert i multiplataforma. El codi de Pinta està autoritzat sota la llicència MIT. Inspirat en Paint.NET, el projecte és escrit en C# i utilitza el kit d'eines GTK+, la biblioteca Cairo i requereix del programari Mono.

## Característiques
La corba d'aprenentatge és suau i intuïtiva. L'usuari experimentat accedirà ràpidament a les eines més avançades. Disposa de les eines més comunes en el programari de retoc fotogràfic com: pinzell, pintura, segell de clonació, degradat, diferents tipus de selecció, ajustament de color, filtres, etc. Admet treball en capes i permet el retrocés il·limitat (Undo), detallant tots els canvis. És multiplataforma, disposant de versions per a GNU/Linux, FreeBSD, Windows i MacOS i està traduït a més de 50 idiomes.

## Història
El desenvolupament de Pinta començà el febrer de 2010 pel desenvolupador Jonathan Pobst que era treballador de Novell. L'abril de 2011 aparegué la primera versió estable. El setembre de 2011, Pobst va anunciar que ja no estava interessat a desenvolupar Pinta. Un nou grup de desenvolupadors va continuar el projecte.

### Llançaments
| Versió major | Data de llançament | Comentaris | Darrera versió menor |
| ------------ | ------------------ | --- | -------------------- |
| 1.0          | 27-04-2011         | Es llançà la primera versió estable. |                      |
| 1.1          | 13-11-2011         | Correccions d'errors i millores. |                      |
| 1.2          | 22-04-2012         | Les capes es poden girar de manera individual. |                      |
| 1.3          | 30-04-2012         | Fixació d'errors. |                      |
| 1.4          | 27-09-2012         | Destacaren les noves formes de selecció de la vareta màgica.                                                                                                   |                      |
| 1.5          | 24-05-2014         | Afegí suport per a connectors. |                      |
| 1.6          | 1-03-2015          | Entre altres novetats, redisseny i millora de les eines de forma i línia.                                                                                      |                      |
| 1.7          | 4-08-2020          | Millores en les eines Zoom, Gira i Transformació. També es millora l'experiència d'usuari, com en canviar entre imatges i es corregeixen errors de programari. | 1.7.1                |
| 2.0          | 31-12-2021         | Adaptà el programa als entorns de treball GTK+ 3 i .NET 6 adquirint una aparença més moderna i una renovada funcionalitat.                                     | 2.0.1                |
| 2.1          | 3-01-2023          | Entre altres millores afegí suport per al format d'imatge WebP i es millorà el suport de Wayland.                                                              |                      |
| 3.0          | 12-04-2025         | Passà a GTK 4 i Libadwaita, millorant la interfície gràfica.                                                                                                   |                      |